# Pyrrhargiolestes kula
Pyrrhargiolestes kula – gatunek ważki z rodziny Argiolestidae.
Owad ten jest endemitem Papui-Nowej Gwinei. Został opisany w 2007 roku pod nazwą Argiolestes kula. Stwierdzono go jedynie w prowincji Milne Bay, zarówno na południowo-wschodnim krańcu Nowej Gwinei, jak i na okolicznych wyspach, w tym Wyspach d’Entrecasteaux.